# Tauris Pál
Tauris Pál (Károlyváros, Horvátország, ? – Laibach, 1667. július 7.) ferences rendi szerzetes-provincialis.

## Élete
Ausztriában lépett a rendbe; teológiai lektor és a rend kormányzójának titkára volt; majd tartományi főnöknek választották 1636, 1640 és 1651-ben. 1639-ben jelen volt a Rómában tartott főkáptalani gyűlésen. A bölcseleti és teológiai tanulmányok körében több rendszabályt hozott be; 1655-ben Pozsonyban tartott szerzeti gyűlésen a szlavóniai custodiatust (később szent László provincia) külön választotta a magyarországi szent Mária provinciától. 1662. június 24-én szerémi püspök lett, majd a laibachi püspököt helyettesítette.

## Munkája
- Anthologia Mariana Subtillium Coriphaei Industria Ingenii manu... Romae, 1654.